# Dependentiegrammatica
De dependentiegrammatica ofwel valentiegrammatica is een met name door Lucien Tesnière uitgewerkt alternatief grammaticamodel binnen de syntaxis. Een soort eerste aanzet ertoe werd reeds in de Middeleeuwen gegeven door Thomas von Erfurt.

## Centrale begrippen
De dependentiegrammatica onderscheidt zich van de traditionele zinsstructuurgrammatica doordat de structuur van een zin of zinsdeel volledig wordt bepaald door het element dat als syntactisch hoofd dienstdoet. Meestal is dit syntactische hoofd een zelfstandig naamwoord of werkwoord. Eventueel kan het ook een voorzetsel zijn, bij voorzetselconstituenten.
De elementen (individuele woorden of woordgroepen) die aan het syntactische hoofd zijn gebonden worden dependenten genoemd. Dependenten die van zelfstandige naamwoorden afhankelijk zijn zijn dan bijvoorbeeld lidwoorden, bijvoeglijke naamwoorden en bezittelijke voornaamwoorden. Dependenten die van werkwoorden afhangen heten argumenten. Het aantal dependenten dat een werkwoord kan krijgen heet valentie.

## Achtergrond
De basisgedachte is dat het syntactische hoofd als het ware een "gat" creëert dat door woorden van een andere lexicale categorie - de dependenten - wordt opgevuld; dit idee is met name ontwikkeld door Karl Bühler.

## Voorbeelden
In de Nederlandse zin Karel eet een boterham zijn de dependenten Karel en een boterham dependenten bij het syntactische hoofd eet. De zin kan gemakkelijk worden uitgebreid met nog meer dependenten: 
- Karel eet ('s middags) een boterham (voor de televisie), enz.

De grens tussen wat bijvoorbeeld een als dependens dienstdoende bepaling is en wat een complement is, is niet altijd duidelijk. Een belangrijk kenmerk van een complement is dat het in principe nooit weglaatbaar is.

## Verwante modellen
De schakelgrammatica lijkt op de depentiegrammatica, maar werkt niet met hoofd-/dependensstructuren. In plaats daarvan staat het verband tussen de woorden onderling centraal.
De operatorgrammatica is een soort dependentiegrammatica waar ook de semantiek een rol in speelt. Deze grammatica veronderstelt een groot aantal transformaties waardoor dependentiestructuren worden "samengeperst" tot compacte en variabele oppervlaktevormen. Ook hangen de operatoren hier af van de argumenten, en niet andersom.